# Kathalin Czifra
Kathalin Czifra (* 29. Dezember 1972 in Budapest) ist eine ehemalige ungarische Biathletin.
Kathalin Czifra startete für Vasas Budapest. Sie nahm erstmals an einer internationalen Meisterschaft teil, als Frauen 1992 in Albertville erstmals an olympischen Biathlonrennen teilnehmen konnten. Bei ihrem ersten Großereignis kam sie sofort in allen drei Rennen zum Einsatz. Im Sprint wurde sie 65. und mit Brigitta Bereczki und Beatrix Holéczy in der Staffel 16. Das Einzel beendete sie nicht. Es blieb Czifras einzige internationale Meisterschaft.

## Biathlon-Weltcup-Platzierungen
Die Tabelle zeigt alle Platzierungen (je nach Austragungsjahr einschließlich Olympische Spiele und Weltmeisterschaften).
- 1.–3. Platz: Anzahl der Podiumsplatzierungen
- Top 10: Anzahl der Platzierungen unter den ersten zehn (einschließlich Podium)
- Punkteränge: Anzahl der Platzierungen innerhalb der Punkteränge (einschließlich Podium und Top 10)
- Starts: Anzahl gelaufener Rennen in der jeweiligen Disziplin
- Staffel: inklusive Mixed-Staffel

| Platzierung | Einzel | Sprint | Verfolgung | Massenstart | Team | Staffel | Gesamt |
| --- | ------ | ------ | ---------- | ----------- | ---- | ------- | ------ |
| 1. Platz |        |        |            |             |      |         |        |
| 2. Platz |        |        |            |             |      |         |        |
| 3. Platz |        |        |            |             |      |         |        |
| Top 10 |        |        |            |             |      |         |        |
| Punkteränge |        |        |            |             |      | 1       | 1      |
| Starts | 1      | 1      |            |             |      | 1       | 3      |
| Stand: Karriereende, Daten möglicherweise nicht komplett, einschließlich Weltmeisterschaften und Olympischer Spiele |        |        |            |             |      |         |        |